# Grammomys caniceps
Il ratto di boscaglia dalla testa grigia (Grammomys caniceps  Hutterer & Dieterlen, 1984) è un roditore della famiglia dei Muridi diffuso nell'Africa orientale.

## Descrizione
Roditore di piccole dimensioni, con la lunghezza della testa e del corpo tra 86 e 105 mm, la lunghezza della coda tra 138 e 155 mm, la lunghezza del piede tra 20,5 e 22 mm, la lunghezza delle orecchie tra 14 e 17 mm e un peso fino a 48 g.

Le parti superiori sono olivastre chiare, con dei riflessi rossicci sul fondoschiena. La testa e i fianchi sono grigio chiaro. Una striscia sottile scura si estende dall'angolo anteriore di ogni occhio lungo il lato del muso. Le orecchie sono piccole e ricoperte di peli rossicci. Alla base posteriore è presente un ciuffo di peli biancastri. Le parti ventrali e le zampe sono bianche. La linea di demarcazione lungo i fianchi è netta. Le vibrisse sono lunghe soltanto 34 mm. La coda è più lunga della testa e del corpo, scura sopra, biancastra sotto, ricoperta finemente di piccoli peli bianchi ma senza ciuffo terminale. Il cariotipo è 2n=56 FN=78.

## Biologia

### Comportamento
È una specie arboricola e notturna.

## Distribuzione e habitat
Questa specie è diffusa vicino Malindi, in Kenya e lungo le coste della Somalia meridionale.
Vive nelle boscaglie aride costiere.

## Conservazione
La IUCN Red List, considerata l'incertezza sul suo areale, la storia naturale e le eventuali minacce, classifica G.caniceps come specie con dati insufficienti (DD).